# 李崗霖
李崗霖（Alex Lee，1980年10月20日—），台湾男歌手。

## 生平
李崗霖出生於臺北市。18歲時，在網路發表作品《18歲的戀愛》，被製作人周志豪發掘。2005年11月，在維京音樂發行第一張專輯《祈禱》。2006年入圍第17屆金曲獎最佳新人。2010年在滾石唱片發行了第二張專輯《第三定律》、2013年9月參與台視《Super Star 我要當歌手》節目錄影，取得超過90,000分的分數，獲得發行個人單曲之機會。 2023年4月15日與愛情長跑九年的演員林可唯結婚，婚後兩人積極備孕，使用7年前的凍卵進行人工受孕，且於2024年11月14日誕下女兒「小KIWI」。

## 音樂作品

### 專輯
- 《祈禱》（2005年）
- 《第三定律》（2010年）
- 《我沒有走開》（2017年）

### EP
- 《好嗎？》（2014年）

### 其他
- 2009年 卓文萱《1+1 Play n Fun 珍選集》收錄歌曲《真相大白》（與卓文萱及吳忠明合唱）

## 獎項紀錄
| 年份   | 頒獎典禮     | 獎項                   | 作品     | 結果 |
| ------ | ------------ | ---------------------- | -------- | ---- |
| 2006年 | 第17屆金曲獎 | 最佳流行音樂演唱新人獎 | 《祈禱》 | 提名 |